# Açude Tribofe
Açude Tribofe é uma represa construída em 1953 no município de Belém da Paraíba com capacidade de 197.000 m³, durante o governo de José Américo de Almeida, então governador da Paraíba.